# Славянци
Славянци (старото Чиркишлий, Фердинандово) е село в Югоизточна България, община Сунгурларе, област Бургас.
Славянци се простира на площ от 700 дка с 365 къщи и общ брой на населението около 1000 души.  

## География
Селото се намира в Сунгурларската долина и е на 3 km от общинския център Сунгурларе и на 84 km от областния център Бургас.
През Славянци минава второкласен път, свързващ селото с градовете Карнобат, Шумен, Сунгурларе, Котел, както и с пътен възел Петолъчката.

## История
По тези места са живели траки, римляни, готи, славяни, българи, турци, черкези, за което свидетелстват многобройните могили и крепости, както и писмени документи, налични в резултат на откритията на Константин Иречек и братя Шкорпил, минали по тези места.
Известни са исторически места, извори, крепости. В близост до селото е била лятната резиденция на Хан Крум, разрушена след битката с Никифор във Върбишкия проход.
Селото съществува приблизително от 15-16. век и е създадено по време на османската власт около един извор, свързан с легендата за Аладжа чешма (Пъстра чешма). В земите му, в началото на една от Руско-турските войни преселват хора от село Каябаш. Спорд Феликс Каниц село Славянци е един от центровете на хайдушкото движение и на революционно-освободителната дейност. Сред местните комити са Карагеоргиолу, Карагьоза, дядо Атанас Въсека, дядо Вълко Бурека. Известни са много трагични случки и легенди.
През 1882 година започва строителството на първото училище, финансирано от местни хора.
Църквата „Св. Димитър“ е построена и изографисана от тревненски майстори и осветена през 1890 г. Уредбата е произведение на изкуството и е дар от местни жители.
Читалище „Напредък“ е с богата културна история, основано през 1908 г. и остава място на просветна и художествена дейност.
В правителството на Александър Стамболийски министър на земеделието е Александър Радолов от село Славянци.
През 1932 г. започва да се строи ново училище с държавни средства – „Отец Паисий“.
По време на войните през първата половина на 20. век загиват 29 души от селото, в тяхна памет е издигнат войнишки паметник. По това време населението на Славянци се отличава с пъстротата на политическите си пристрастия: русофили, англофили, германофили.
На 15 май 2011 г. Президентът и върховен главнокомандващ Въоръжените сили Георги Първанов открива мемориален комплекс в с. Славянци, посветен на първия ракетен пуск, извършен на територията на страната. На 11 май 1963 г. в землището на с. Славянци, Седми Бояновски ракетен дивизион провежда първия пуск на ракета на територията на България.

## Стопанска дейност
Сунгуларската долина е оградена от три страни от ридове на Стара планина, които я пазят от северни и западни ветрове, а на изток е открита и е изложена, макар и слабо на влиянието на Черно море. Тези условия предопределят сравнително мека зима, топла есен и прохладно лято с постоянна влажност на въздуха през цялата година. Почвите са леки, песъчливо-глинести, канелено-горски, със сравнително ниско почвено плодородие. Въпреки това изобилстват зеленината, овощните градини, лозята и цветята.
След Освобождението се развиват се пчеларството и бубарството, скотовъдството и занаятчийството.
Славянци има богата история на кооперативното движение. Първата кооперация е създадена през 1919 г. и постепенно разширява дейността из цялата страна. 
Арендаторството е характерно за селото и до началото на 21.век, но арендаторите вече са малобройни.
През 20.-21. век основен поминък в селото е лозарството, овощарството и растениевъдството. Отглеждат се сортовете червен мискет, от който се прави световноизвестната марка вино „Сунгурларски мискет“, мерло, шардоне и др.
През 1926 г. започва строителството на винарска изба за преработка на грозде. Днес това е „Винекс – Славянци“, който търгува с маркови вина в целия свят.
На територията на Славянци промишлеността е слабо развита.

## Население
Преброяване на населението през 2011 г.
Численост и дял на етническите групи според преброяването на населението през 2011 г.:
|                     | Численост |
| Общо                | 731       |
| Българи             | 523       |
| Турци               | 53        |
| Цигани              | 18        |
| Други               | -         |
| Не се самоопределят | -         |
| Неотговорили        | 129       |

Днес в селото живеят будни по дух хора, но младите трудно се задържат.

## Редовни събития
- 14 февруари: „Трифон Зарезан“ – Ден на лозаря
- 24 май: Ден на българската просвета и култура и на славянската писменост

## Личности
- Александър Радолов (1883 – 1945), политик